# Il muto di Gallura (film)
Il muto di Gallura è un film del 2021, uscito in sala nel marzo del 2022, diretto da Matteo Fresi e prodotto da Fandango (azienda) con Rai Cinema. Tratto dall'omonimo romanzo di Enrico Costa, pubblicato nel 1884.

## Trama
Questa storia, ambientata nella Gallura di metà ottocento, ruota intorno alla faida che realmente ebbe luogo tra le famiglie Vasa e Mamia e che portò alla morte di più di settanta persone. Bastiano Tansu è un personaggio realmente vissuto, sordomuto dalla nascita venne maltrattato e emarginato finché la sua furia e la sua mira prodigiosa non divennero utili alla causa della faida. Il legame di sangue e l'assassinio di suo fratello Michele lo annodano indissolubilmente a uno dei due capi fazione, Pietro Vasa, che lo trasforma nell'assassino più temuto dell'intera faida. Lo stato e la chiesa procedono per tentativi, spesso maldestri, per arginare l'ondata di terrore mentre le due fazioni si consumano a vicenda. Quando le paci di Aggius determinano la fine della faida, Bastiano sembra aver trovato anche la pace interiore nell'amore corrisposto per la figlia di un pastore. Ma in un mondo violento e superstizioso che già da bambino lo additava come figlio del demonio, Bastiano non può essere assolto e andrà incontro alla morte per mano dello stesso cugino Pietro Vasa.

## Produzione
Il film è ambientato in Gallura, interamente girato in Sardegna.

## Distribuzione
È stato presentato in anteprima al 39º Torino Film Festival (2021), unica pellicola italiana in concorso nella sezione ufficiale.
Il film è stato distribuito nelle sale cinematografiche italiane a partire dal 31 marzo 2022.

## Accoglienza

### Critica
Il lungometraggio ha ricevuto alcune recensioni.